# Seznam norveških smučarskih skakalcev
Seznam norveških smučarskih skakalcev.

## A
- Alf Andersen
- Gunnar Andersen
- Gunnar Andersen (smučarski skakalec)
- Reidar Andersen
- Joakim Aune

## B
- Anders Bardal
- Hans Beck
- Rolf Åge Berg
- Per Bergerud
- Arnfinn Bergmann
- Fredrik Bjerkeengen
- Joacim Ødegård Bjøreng
- Hans Bjørnstad
- Thea Minyan Bjørseth
- Johan Martin Brandt
- Torgeir Brandtzæg
- Ingebjørg Saglien Bråten
- Steinar Bråten
- Espen Bredesen
- Ole Bremseth
- Kristian Brenden
- Andreas Granerud Buskum
- Lars Bystøl

## D
- Olav Magne Dønnem

## E
- Toralf Engan
- Gyda Enger
- Sander Vossan Eriksen
- Johan Remen Evensen

## F
- Anders Fannemel
- Ole Gunnar Fidjestøl
- Johann André Forfang
- Kristin Fridtun

## G
- Kenneth Gangnes
- Kjersti Græsli
- Halvor Egner Granerud
- Lars Grini

## H
- Johan Haanes
- Bjørn Einar Hagemoen
- Eirik Halvorsen
- Espen Enger Halvorsen
- Per Mørch Hansson
- Anders Håre
- Joachim Hauer
- Bendik Jakobsen Heggli
- Dag Holmen-Jensen
- Petter Hugsted

## I
- Tommy Ingebrigtsen
- Ole Marius Ingvaldsen

## J
- Anders Jacobsen
- Line Jahr
- Henry Johansen
- Kent Johanssen
- Kristian Johansson
- Robert Johansson
- Erik Johnsen
- Per G. Jonson
- Sindre Ulven Jørgensen

## K
- Eirin Maria Kvandal
- Stian Kvarstad

## L
- Håvard Lie
- Marius Lindvik
- Roar Ljøkelsøy
- Maren Lundby

## M
- Thomas Aasen Markeng
- Ingvild Synnøve Midtskogen
- Nora Midtsundstad
- Ingolf Mork

## N
- Halvor Næs

## O
- Vegard Opaas
- Silje Opseth
- Benjamin Østvold
- Lasse Ottesen

## P
- Robin Pe.dersen
- Atle Pe.dersen Rønsen
- Sigurd Pettersen
- Frithjof Prydz

## R
- Sondre Ringen
- Espen Røe
- Bjørn Einar Romøren
- Asbjørn Ruud
- Birger Ruud
- Roger Ruud
- Sigmund Ruud
- Olaf Rye

## S
- Anette Sagen
- Thorleif Schjelderup
- Phillip Sjøen
- Vegard Haukø Sklett
- Helena Olsson Smeby
- Henriette Smeby
- Morten Solem
- Kim René Elverum Sorsell
- Henning Stensrud
- Andreas Stjernen
- Hroar Stjernen
- Sølve Jokerud Strand
- Anna Odine Strøm
- Kristoffer Eriksen Sundal
- Vegard Swensen

## T
- Daniel-André Tande
- Jacob Tullin Thams
- Heidi Dyhre Traaserud
- Ole Erik Tvedt

## V
- Rune Velta
- Fredrik Villumstad

## W
- Bjørn Wirkola